# 情報ドラマチック もくげき!
『情報ドラマチック もくげき!』（じょうほうドラマチックもくげき）は、2005年4月14日から同年9月1日までTBS系列で放送されていた情報バラエティ番組である。『スパスパ人間学!』の後継番組。通称「もくげき!」。

## 番組概要
TBSでは初のレギュラーとなるキャスターで元NHKアナウンサーの大塚範一が総合司会を務めた。番組は、VTRカメラが、視聴者が、「見たい」「知りたい」面白テーマを追いかける。

## 出演者
司会
- 大塚範一
- ビビる大木
- 木村郁美（出演期間中はTBSアナウンサー） - 『スパスパ人間学!』より続投。

レポーター
- 深沢邦之（Take2）
- 原口あきまさ

ほか
ナレーター
- 荒川強啓

## ネット局と放送時間
- 毎週木曜日：18:55 - 19:54（日本時間）

当番組に限らず、TBSのこの時間枠は元々1982年開始の『そこが知りたい』から続くローカルセールス枠であり、他地域では別番組が放送されることが多く、その殆どが地方局の自主制作番組であった。
| 放送対象地域   | 放送局                    | 系列    | 放送時間           | ネット状況 |
| -------------- | ------------------------- | ------- | ------------------ | ---------- |
| 関東広域圏     | TBSテレビ（TBS）          | TBS系列 | 木曜 18:55 - 19:54 | 制作局     |
| 北海道         | 北海道放送（HBC）         | TBS系列 | 木曜 18:55 - 19:54 | 同時ネット |
| 青森県         | 青森テレビ（ATV）         | TBS系列 | 木曜 18:55 - 19:54 | 同時ネット |
| 岩手県         | IBC岩手放送（IBC）        | TBS系列 | 木曜 18:55 - 19:54 | 同時ネット |
| 宮城県         | 東北放送（TBC）           | TBS系列 | 木曜 18:55 - 19:54 | 同時ネット |
| 山形県         | テレビユー山形（TUY）     | TBS系列 | 木曜 18:55 - 19:54 | 同時ネット |
| 福島県         | テレビユー福島（TUF）     | TBS系列 | 木曜 18:55 - 19:54 | 同時ネット |
| 新潟県         | 新潟放送（BSN）           | TBS系列 | 木曜 18:55 - 19:54 | 同時ネット |
| 富山県         | チューリップテレビ（TUT） | TBS系列 | 木曜 18:55 - 19:54 | 同時ネット |
| 石川県         | 北陸放送（MRO）           | TBS系列 | 木曜 18:55 - 19:54 | 同時ネット |
| 鳥取県・島根県 | 山陰放送（BSS）           | TBS系列 | 木曜 18:55 - 19:54 | 同時ネット |
| 山口県         | テレビ山口（TYS）         | TBS系列 | 木曜 18:55 - 19:54 | 同時ネット |
| 愛媛県         | あいテレビ（ITV）         | TBS系列 | 木曜 18:55 - 19:54 | 同時ネット |
| 長崎県         | 長崎放送（NBC）           | TBS系列 | 木曜 18:55 - 19:54 | 同時ネット |
| 沖縄県         | 琉球放送（RBC）           | TBS系列 | 木曜 18:55 - 19:54 | 同時ネット |

同時ネット局でも、当番組を別時間帯で放送していることがあった。また、前番組『回復!スパスパ人間学』同様、CBCとTUTを除く中部地方の5局では『ニッポンど真ん中!』などのローカル番組放送のため月に一回は休止していた（TUTはTBSの番組の同時ネットを優先している為、「ニッポンど真ん中!」は他の5局と異なり数日遅れで放送していた）。

## スタッフ
- 総合演出：荒牧克久
- プロデューサー：高徳文人、遠藤千鶴子
- 製作：TBSテレビ
- 製作著作：TBS